# Ligaria jeanneli
Ligaria jeanneli är en bönsyrseart som beskrevs av Lucien Chopard 1914. Ligaria jeanneli ingår i släktet Ligaria och familjen Mantidae. Inga underarter finns listade i Catalogue of Life.